# Konstantin III. (bizantinski cesar)
Heraklij Konstantin (latinsko Heraclius novus Constantinus, grško Ἡράκλειος Κωνσταντῖνος, Herakleios Konstantinos) pogosto omenjen kot Konstantin III., je bil eden najkrajše vladajočih bizantinskih cesarjev, ki je vladal tri mesece leta 641, * 3. maj, 612, † 25. maj 641.  
Bil je najstarejši sin cesarja Heraklija in njegove prve žene Evdokije. 

## Vladanje
Konstantina je njegov oče 22. januarja 613 okronal za socesarja in kmalu zatem zaročil z njegovo sestrično Gregorijo. Ker sta bila zaročenca bratranca v drugem kolenu, je bila njuna zakonska zveza tehnično incestozna, vendar so pretehtali družinski interesi. Zveza je postala še manj škandalozna po očetovi poroki z njegovo nečakinjo Martino istega leta.
Konstantin je 1. januarja 632 prevzel mesto častnega konzula in bil na isti slovesnosti skupaj z bratom Heraklonom povišan v cezarja.
Konstantin je postal višji cesar po očetovi smrti 11. februarja 641. Vladal je skupaj s svojim mlajšim polbratom, Martininim sinom Heraklonom. Njegovi podporniki so se bali, da bosta Martina in Heraklon ukrepala proti njemu, zato mu je dvorni zakladnik Filagrij svetoval, naj vojsko pisno obvesti, da umira, in jo prosi za pomoč pri zaščiti pravic svojih otrok. Filagrijevemu adjutantu Valentinu je poslal ogromno vsoto denarja, več kot dva milijona zlatih solidov, da z njimi pokupi vojake. 
Konstantin III. je umrl tri mesece kasneje zaradi tuberkuloze. Nasledil ga je Heraklon kot edini cesar. Govorice, da ga je Martina ukazala zastrupiti, so najprej pripeljale do razglasitve Konstansa II. za socesarja in nato do odstavitve, pohabljenja in izgona Martine in njenih sinov. 

## Družina
Konstantinova poroka z Gregorijo je bila leta 629 ali 630. Zakonca sta imela sinova 
- Konstansa II., naslednika in cesarja od leta 641 do 668, in
- Teodozija.[15]